# Gifu
Gifu (岐阜県, Gifu-ken) é uma prefeitura do Japão. A capital é a cidade de Gifu.
Está situada na região de Chubu. Tem fronteiras com as prefeituras de Nagano, Aichi, Mie, Shiga, Fukui, Ishikawa e Toyama, não tem fronteiras com o mar. Alguns de seus principais rios são: Kisogawa, Nagaragawa e Ibigawa. Algumas de suas principais montanhas são: Norikuradake e Noguchiigourodake.
Localizada no centro do Japão, exerceu um importante papel conectando o leste ao oese através de rotas como a de Nakasendo. Durante o Período Sengoku, muitas pessoas se referem a Gifu como controle Gifu e você controlará o Japão.

## História
A região onde hoje está a prefeitura de Gifu tornou-se parte da Corte de Yamato por volta de meados do século IV. Visto que ela está no meio da ilha de Honshu, ela foi o lugar de muitas batalhas decisivas ao longo da história do Japão, sendo que a mais antiga foi a Guerra Jinshin, em 672, que levou ao trono o Imperador Tenmu como o 40° imperador do país.
A região da prefeitura de Gifu consiste das antigas províncias de Hida, Mino, bem como partes menores de Echizen e Shinano. O nome da prefeitura deriva de sua capital, Gifu, que foi assim nomeada por Oda Nobunaga durante sua campanha para unificar todo o Japão em 1567. O primeiro caractere usado vem de Qishan (岐山), uma montanha lendária de onde a maior parte da China foi unificada, enquanto o segundo caractere vem de Qufu (曲阜), o lugar de nascumento de Confúcio. Nobunaga escolheu esse caracteres porque ele queria unificar todo o Japão e ser visto como um homem inteligente.
Historicamente, a prefeitura serviu como centro da forjaria de todo o Japão, sendo que Seki (Gifu) era conhecida por fazer as melhores espadas do país. Mais recentemente, a sua economia tem como atividades fortes a moda (principalmente na cidade de Gifu) e a engenharia aeroespacial (Kakamigahara).
Em 28 de outubro de 1891, o lugar onde hoje se localiza a cidade Motosu (Gifu) foi o epicentro do Terremoto Mino-Owari de 1891, o segundo mais forte da história do país. O terremoto, estimado em 8 graus na escala Richter, deixou uma grande fenda no terreno que pode ser vista ainda hoje.

## Geografia

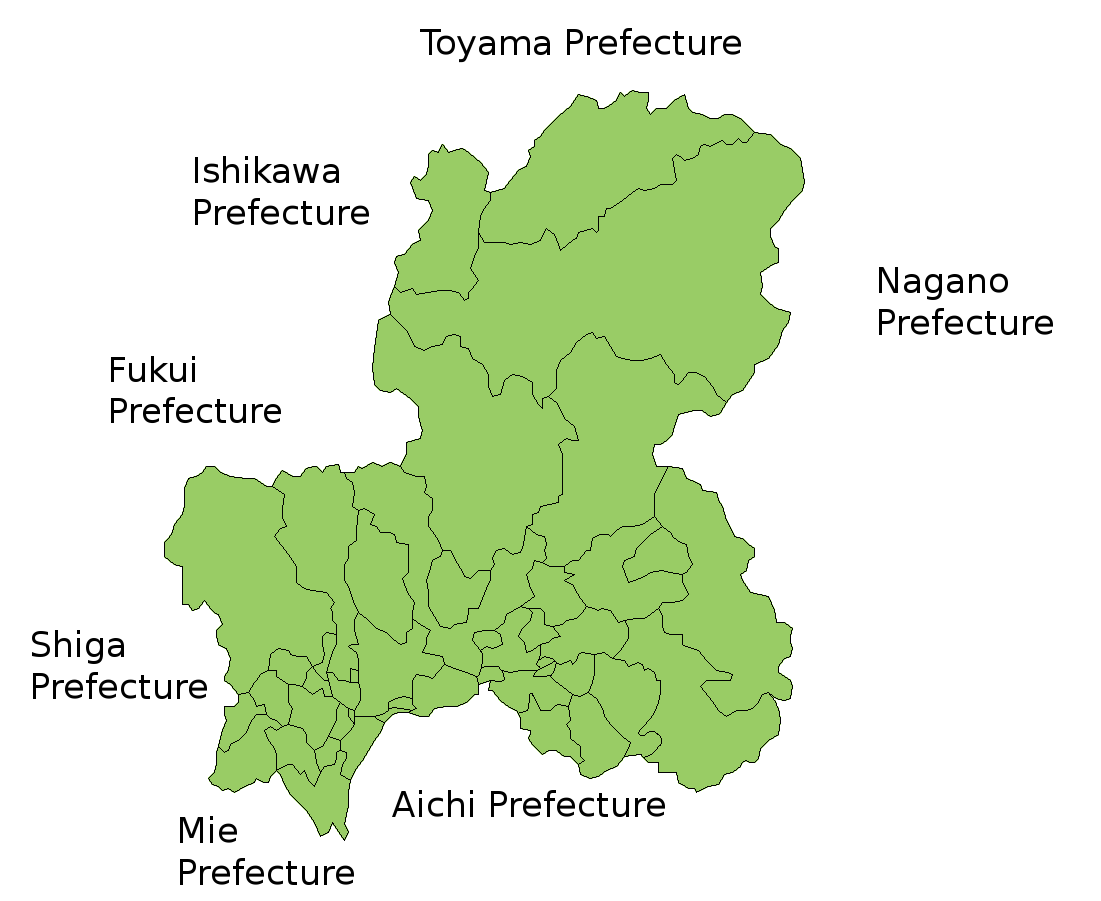
Mapa da prefeitura de Gifu

Uma das poucas prefeituras do Japão sem acesso ao mar no Japão, Gifu faz fronteira com outras sete prefeituras: Aichi, Fukui, Ishikawa, Mie, Nagano, Shiga e Toyama. O código postal do Japão sempre começa com três dígitos, indo de 001 a 999. Parte do território de Gifu tem o prefixo 500, o que reflete sua localização no centro do Japão.
O centro populacional japonês é atualmente localizado na cidade de Seki (Gifu). O centro populacional é um ponto imaginário onde o país é perfeitamente balanceado assumindo que cada habitante tem um peso uniforme. O ponto foi calculado usando o censo de 2005.

### Regiões
Gifu possui cinco regiões não oficiais, o que permite às municipalidades locais trabalharem juntos para promover o desenvolvimento da região. As cinco regiões são Seino, Gifu, Tono, e Hida.. As fronteiras entre as regiões são vagamente definidas, mas são bem delimitadas entre as cidades maiores.

### Topografia
A região norte de Hida é dominada por montanhas altas, incluindo partes dos Alpes japoneses. A região sul de Mino engloba grande parte das férteis Planícies de Nobi. A maior parte da população da prefeitura vive mais ao sul, perto da cidade de Nagoya, Aichi.
A região montanhosa de Hida contém as Montanhas de Hida, que são conhecidas como os Alpes do norte e as Montanhas de Kiso, que são conhecidas como os Alpes centrais. As Montanhas de Ryohaku também são localizadas na região de Hida. Outras grandes áreas incluem as Montanhas de Ibuku e as Montanhas de Yoro.
A maior parte da região de Mino é constituída da planície aluvial dos Três Rios de Kiso, que são os rios de Ibi, Kiso e Nagara. A nascente dos três rios está localizada na prefeitura de Nagano, e eles correm através das prefeituras de Aichi e Mie antes de desaguar na Baía de Ise. Outros grandes rios da prefeitura incluem os rios Jinzu, Takahara, Sho, Shonai, Yahagi e Itoshiro.

### Clima
Como a região de Mino é cercada por montanhas baixas, a temperatura varia durante o ano, com verões quentes e invernos frios. A cidade de Tajimi, que fica a leste, frequentemente atinge as temperaturas mais altas do Japão no ano. Em 16 de agosto de 2007, ela registrou o dia mais quente da história do Japão, com 40,9° Celsius. Os verões são muito quentes, tendo em vista que as regiões sem acesso ao mar tornam-se ilhas de calor, e a temperatura sobe ainda mais quando ventos quentes e secos vêm sobre as Montanhas de Ibuki da região de Kansai. A região de Hida, com sua grande altitude, é geralmente mais fria que a região de Mino, apesar de existirem alguns dias quentes também. Shokawa, parte da cidade de Takayama, é localizada nas montanhas, e sua localização levou a cidade a ser chamada de o lugar mais frio de Honshu.

### Cidades

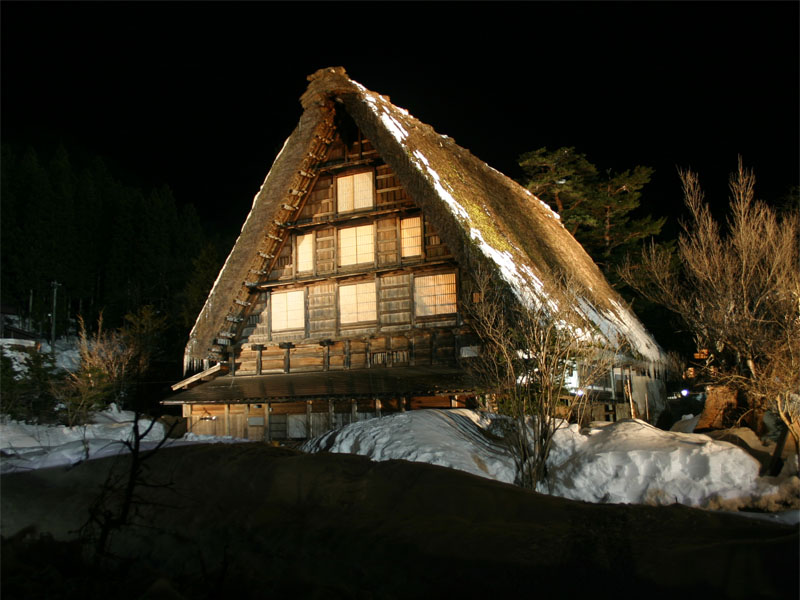
Casa tradicional em Shirakawa-go

Em negrito, a capital da prefeitura.
| - Ena - Gero - Gifu - Gujo | - Hashima - Hida - Kaizu - Kakamigahara - Kani | - Mino - Minokamo - Mizuho - Mizunami | - Motosu - Nakatsugawa - Ogaki - Seki | - Tajimi - Takayama - Toki - Yamagata |

### Distritos
| - Distrito de Anpachi - Distrito de Fuwa - Distrito de Hashima - Distrito de Ibi | - Distrito de Kamo - Distrito de Kani - Distrito de Motosu | - Distrito de Ono - Distrito de Yoro |

### Fusões

#### Expansão de Nakatsugawa
A 13 de Fevereiro de 2005 seis localidades e aldeias do antigo Distrito de Ena (desta forma dissolvido) fundiram-se à cidade expandida de Nakatsugawa. As localidades e aldeias envolvidas foram Fukuoka, Hirukawa, Kashimo, Kawaue, Sakashita e Tsukechi.

#### Expansão de Seki
A 7 de Fevereiro de 2005 cinco localidades e aldeias do antigo Distrito de Mugi (dissolvido a partir desse momento) fundiram-se à cidade expandida de Seki. As localidades e aldeias envolvidas nesta fusão foram Horado, Itadori, Kaminoho, Mugegawa, e Mugi.

#### Expansão de Takayama
A 1 de Fevereiro de 2005 nove localidades do Distrito de Ono e do antigo distrito de Yoshiki (dissolvido a partir deste momento) fundiram-se na cidade expandida de Takayama.  As localidades que participaram desta fusão foram: do distrito de Ono, Asahi, Kiyomi, Kuguno, Miya, Nyukawa, Shokawa, e Takane e, do distrito de Yoshiki, Kamitakara e Kokufu.

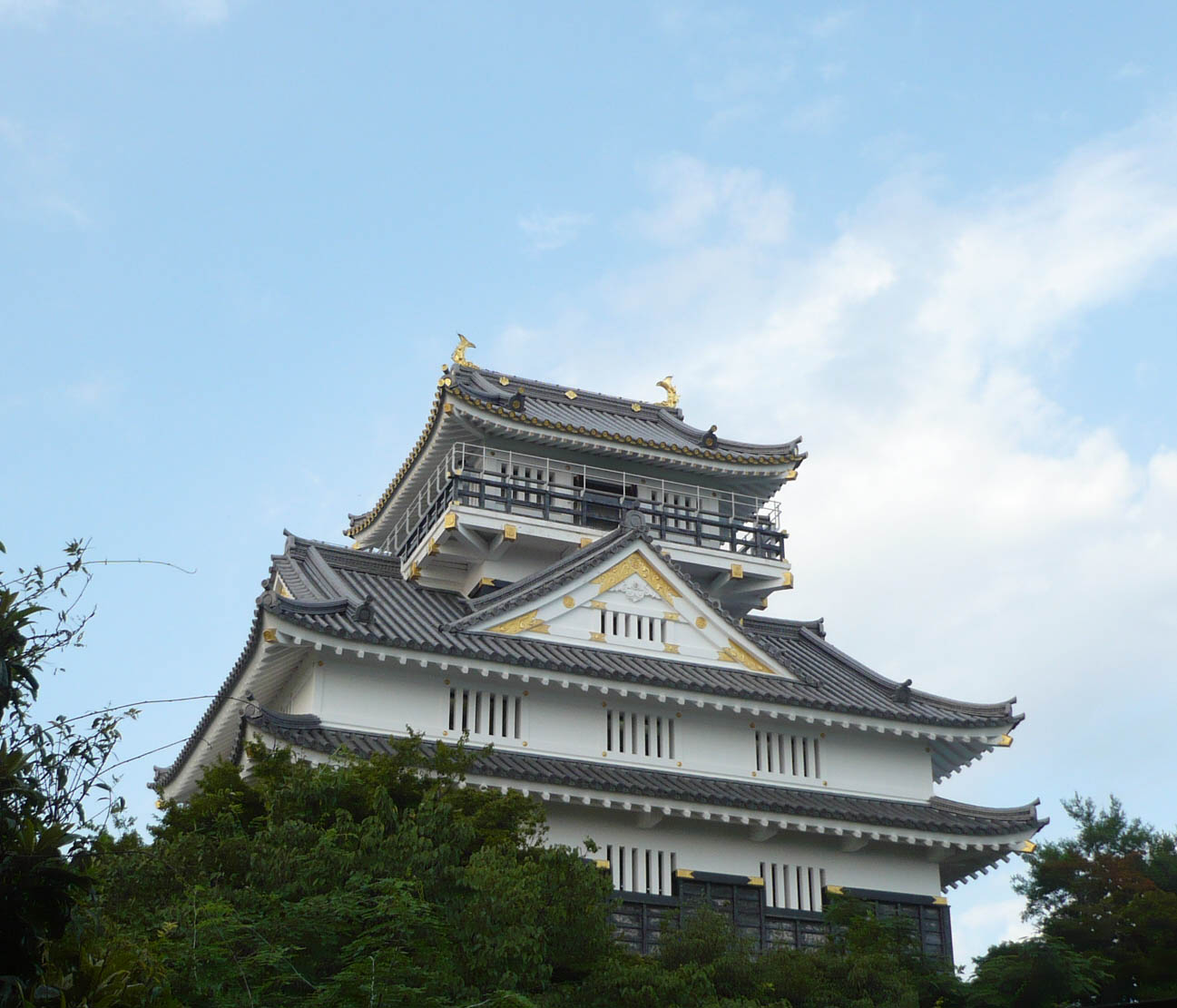
Castelo de Gifu

#### Expansão de Ibigawa
A 31 de Janeiro de 2005 cinco aldeias do Distrito de Ibi fundiram-se na cidade xpandida de Ibigawa. As aldeias envolvidas nesta fusão foram Fujihashi, Kasuga, Kuze, Sakauchi, e Tanigumi.

#### Expansão de Kakamigahara
A 1 de Novembro de 2004 a antiga localidade de Kawashima do distrito de Hashima fundiu-se à cidade expandida de Kakamigahara.

#### Expansão de Ena
A 25 de Outubro de 2004 cinco localidades do distrito de Ena fundiram-se na cidade expandida de Ena. Eram elas: Akechi, Iwamura, Kamiyahagi, Kushihara, e Yamaoka.

#### Fusão de Gero
A 1 de Março de 2004 as quatro vilas e aldeia do distrito de Mashita (dissolvido a partir deste momento) fundiram-se, formando a cidade de Gero. As vilas e aldeias eram Gero, Hagiwara, Kanayama, Kosaka, e Maze.

#### Fusão de Gujo
A 1 de Março de 2004 as localidades do distrito de Gujo (dissolvido a partir deste momento) merged, fundiram-se formando a cidade de Gujo.  Foram elas: Hachiman, Meihou, Minami, Shitori, Takasu, Wara, e Yamato.

#### Fusão de Yamagata
A 1 de Abril de 2003 as vilas e aldeias do Distrito de Yamagata (dissolvido a partir desta altura) fundiram-se, formando a cidade de Yamagata.  Foram elas: Ijira, Miyama e Takatomi.

## Economia
As indústrias tradicionais, tais como a de celulose e agricultura, são encontradas em Gifu, mas sua economia é dominada pela indústria aeroespacial e automotiva, com complexos industriais que chegam até a região de Nagoya. Também existem indústrias de pequenos componentes, como máquinas de precisão, tintura, fabricação de moldes e de plástico.

### Indústrias tradicionais
A região de Mino foi por muito tempo conhecida pelo papel de alta qualidade chamado Mino washi, que é mais forte e fino que quase todos os outros papéis no Japão, sendo usada campanha militar do Japão na Segunda Guerra Mundial. Outros produtos feitos de papel incluem as lanternas e guarda-chuvas de Gifu, feitos na capital da prefeitura. Outros produtos tradicionais são a cerâmica mino-yaki de Tajimi, Toki e Mizunami, talheres de Seki e artigos de laca de Takayama.
Como Gifu tem planícies amplas e aráveis, a agricultura também é um setor importante da prefeitura. As florestas ao norte fornecem materiais para trabalhos com madeira e para a construção de barcos usados na Pesca do Ayu, no rio Nagaragawa. É produzido sake com as águas límpidas dos rios.

### Indústrias modernas
Kakamigahara exerce um papel importante nas indústrias modernas da prefeitura. Ela sedia grandes indústrias aeroespaciais de empresas como a Kawasaki e a Mitsubushi, bem como indústrias metalúrgicas e manufatureiras.
O setor de tecnologia da informação também marca presença na prefeitura, com algumas empresas sediadas em Ogaki e Kakamigahara. A capital Gifu também sedia algumas empresas do setor.

### Ciências
A região de Kamioka, na cidade de Hida, sedia os experimentos de Super-Kamiokande e KamLAND, que são observatórios de neutrino e antineutrino, respectivamente. Localizada mil metros abaixo da Mina de Kamioka e da Mina de Mozumi, o detector procura por neutrinos (e antineutrinos) da alta atmosfera, do Sol e de supernovas, enquanto o KamLAND trabalha com reatores nucleares da região. O Super-Kamiokande consiste de um tanque de aço inox cilíndrico com 41,4 metros de altura e 39,3 metros de diâmetro que comporta 50 mil toneladas de água pura. O mesmo observatório também possui o CLIO, um protótipo de detector de ondas gravitacionais.

## Demografia
A população da prefeitura era de 2 101 969 em 1 de setembro de 2007, com aproximadamente 1,8 milhões de habitantes nas cidades e o resto no interior. A porcentagem de homens e mulheres são 48,4% e 51,6%, respectivamente. 14,4% da população não tem mais do que 14 anos, com 22,1% da população mais velha do que 65 anos.

## Turismo
Gifu tem muitas atrações turísticas populares, trazendo visitantes para todas as partes da prefeitura. Os lugares mais populares são Gifu, Gero, Takayama e a vila de Shirakawa. Gifu é famosa pela pesca com o cormorão no Rio Nagaragawa, que tem uma história de  1 300 anos por ser a residência de Oda Nobunaga e Saito Dosan.
Gero é conhecida por suas relaxantes fontes termais (onsen), que atrai visitantes o ano todo.
As vilas históricas de Shirakawa-go e Gokayama são Patrimônios da Humanidade, segundo a UNESCO.
Takayama é famosa por manter sua aparência original e é frequentemente chamada de Pequena Quioto.
Além dos turistas estrangeiros, Gifu também sedia muitos eventos internacionais. O Complexo Mundial de Eventos e Convenções de Gifu sedia muitos tipos diferentes de evento. Outras regiões de Gifu também abrigam eventos internacionais. O Campeonato Mundial de Remo de 2005 foi sediado na cidade de Kaizu, Gifu. A Copa do Mundo de Snowboard foi sediada na cidade de Gujo, Gifu, em 2008. O Encontro Ministerial de 2010 no Japão da APEC (Cooperação Econômica da Ásia e do Pacífico) foi sediado na cidade de Gifu.

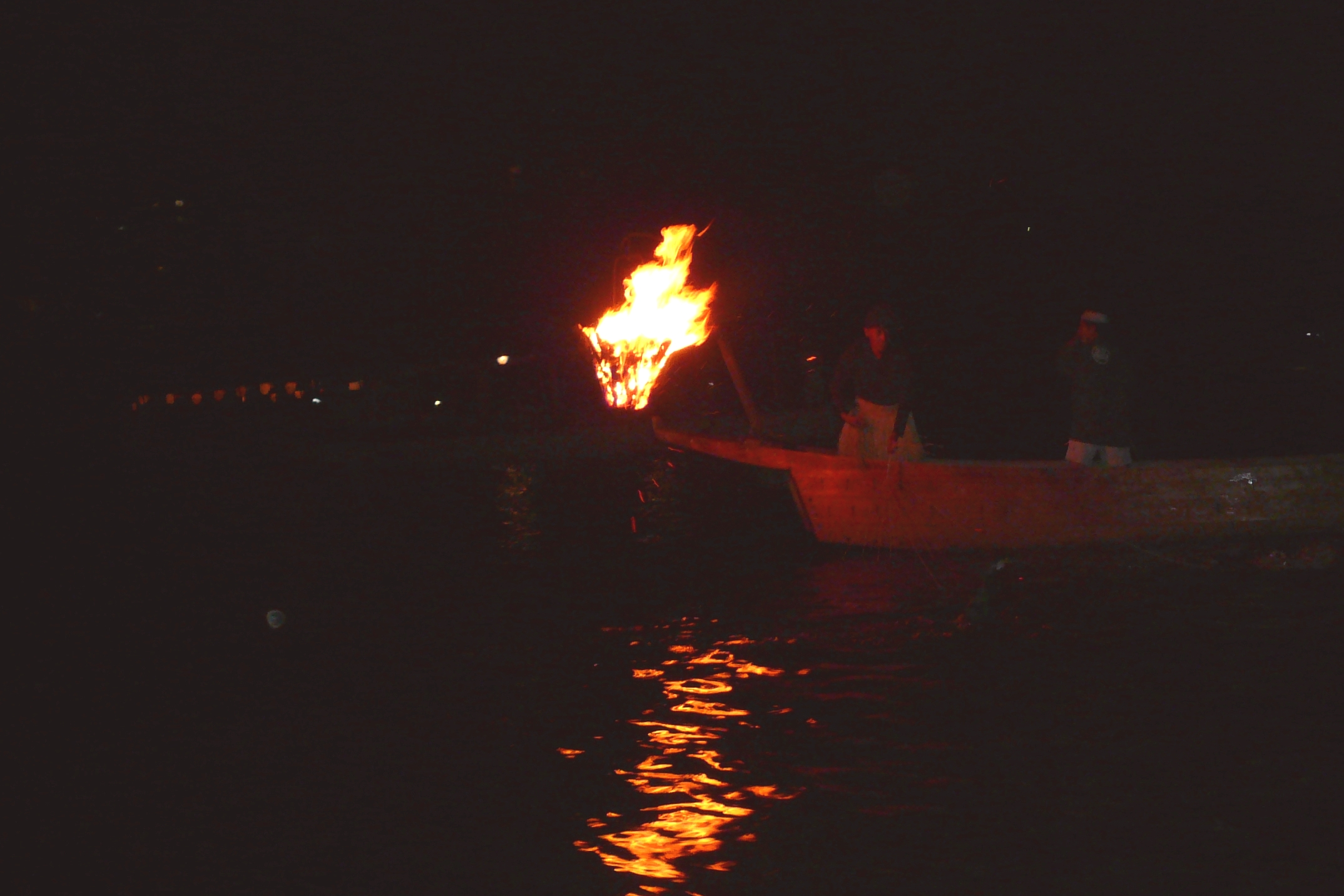
Pesca com cormorão no rio Nagaragawa

## Símbolos da prefeitura
O símbolo de Gifu vem do primeiro caractere gi (岐) de seu nome em japonês, escrito de um jeito estilizado, cercado por um círculo, que representa a paz e a harmonia dos cidadãos da prefeitura. Foi escolhido por concurso em 1932.
O logo da prefeitura expande do ponto vermelho no centro para as duas linhas de fora e, finalmente, para o fundo amarelo. Esse símbolo foi escolhido em 1991 pelo desenvolvimento e expansão da prefeitura.
A prefeitura também tem duas plantas (o Astragalus e o Taxus cuspidata e dois animais (o Lagópode-branco e o Ayu) como símbolos. O astagalus foi escolhido em 1954, pois a prefeitura é muito conhecida por sua abundância de astragalus florescendo na primavera. O Taxus cuspidata foi escolhido em 1966, pois é a árvore usada para fazer ornamentos para o Imperador, e que tem em grande quantidade no distrito de Hida. O Lagópode-branco foi escolhido em 1961, tendo em vista que o pássaro vive nos Alpes japoneses e é uma espécie nacionalmente protegida. O Ayu foi escolhido em 1989, porque esse peixe é encontrado em muitos rios da prefeitura e é conhecido por seu gosto doce.